# All Over the Guy
Pour plus de détails, voir Fiche technique et Distribution.
All Over the Guy est un film américain réalisé par Julie Davis, sorti en 2001.

## Synopsis
Eli et Tom racontent leur histoire, le premier à l'infirmière qui va lui donner ses résultats de dépistage du VIH et le second à un homme qu'il a rencontré aux Alcooliques anonymes.

## Fiche technique
- Titre : All Over the Guy
- Réalisation : Julie Davis
- Scénario : Dan Bucatinsky
- Musique : Peter Stuart et Andrew Williams
- Photographie : Goran Pavicevic
- Montage : Glenn Garland et Mary Morrisey
- Production : Dan Bucatinsky, Susan Dietz, Donnie Land et Juan Mas
- Pays de production :  États-Unis
- Genre : Comédie romantique
- Durée : 95 minutes
- Date de sortie : 
  - États-Unis : 30 mai 2001

## Distribution
- Dan Bucatinsky : Eli Wyckoff
- Richard Ruccolo : Tom Vecchione
- Sasha Alexander : Jackie Samantha Gold
- Adam Goldberg : Brett Miles Sanford
- Michael Harris : Gary
- Andrea Martin : Dr. Ellen Wyckoff
- Joanna Kerns : Lydia Vecchione
- Christina Ricci : Rayna Wyckoff
- Blaise Garza : Tom jeune
- Lisa Kudrow : Marie
- Doris Roberts : Esther
- Ben Foreman : Eli jeune
- Sydney Foreman : Rayna jeune
- Bev Land : Mitch
- Thea Mann : Donna
- Julie Claire : Lizz
- Nicole Tocantins : Rachael
- Tony Abatemarco : Dr. David Wyckoff
- Nicolas Surovy : Jim Vecchione

## Accueil
Le film a reçu un accueil mitigé de la critique. Il obtient un score moyen de 46 % sur Metacritic.